# You Don't Have to Stay
"You Don't Have to Stay" is een nummer van de Nederlandse zanger Douwe Bob. Het nummer verscheen op zijn album Born in a Storm uit 2013. Op 15 april van dat jaar werd het uitgebracht als de tweede single van het album.

## Achtergrond
"You Don't Have to Stay" is geschreven door Douwe Bob in samenwerking met Jan Peter Hoekstra en Matthijs van Duijvenbode. Het nummer wordt veel vergeleken met het werk van The Beatles. Bob vertelde over het nummer: "Deze schreven we in Marokko en hij was af voordat we er erg in hadden. Geweldig als dat gebeurt."
"You Don't Have to Stay" werd geen hit; het kwam enkel tot plaats 35 in de Mega Top 50 van 3FM en wist zowel de Top 40 als de Single Top 100 niet te bereiken. Desondanks bleek het een populair nummer: in 2015 was het zijn eerste notering in de Top 2000 van NPO Radio 2.

## NPO Radio 2 Top 2000
You Don't Have to Stay stond alleen in 2015 in de NPO Radio 2 Top 2000, op plek 1754.